# Giovanni (praefectus urbi Romae)
Giovanni (fl. 597-599) è stato un politico bizantino, praefectus urbi di Roma dal 597 al 599 circa.

## Biografia
Era sposato con Dominica, ma ella si trovava a Ravenna ed egli non poteva lasciare Roma per ricongiungersi a lei (luglio 597). Papa Gregorio I si occupò personalmente della questione, scrivendo (febbraio/aprile 599) due lettere a due ravennati altolocati, Teodoro e il vescovo Mauriano, affinché la proteggessero durante il viaggio che ella decise di intraprendere per ricongiungersi con il marito a Roma.